# Strandbad Mythenquai

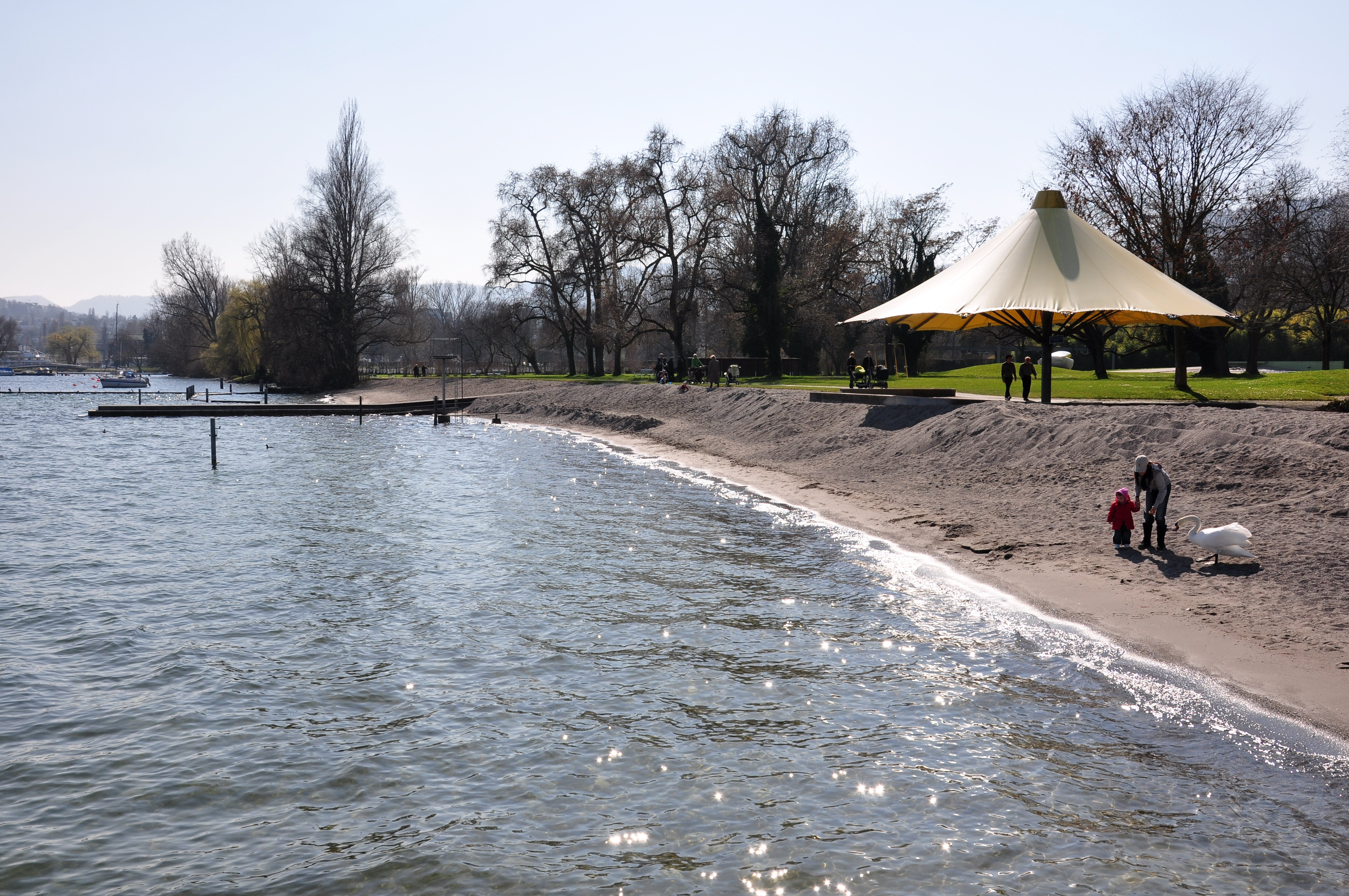
Sandstrand im Strandbad

Das Strandbad Mythenquai ist ein öffentliches Strandbad am Zürichsee. Es ist Teil der Quaianlagen der Stadt Zürich und befindet sich in der Enge im Stadtkreis 2. 
Die Anlage wurde am 17. Juni 1922 eröffnet und gilt als erstes Bad der Stadt, das nur für Freizeit, Erholung, Sport, Spiel und Spass erbaut wurde und keine Funktion als öffentliche Waschanstalt mehr hatte. Ursprünglich war die Anlage durch eine Bretterwand in einen Männer- und einen Frauenteil getrennt, diese wurde aber auf Protest der Bevölkerung entfernt. Die Anlage wurde bei einem Brand im Jahre 1951 fast vollständig zerstört. Das Strandbad wurde in den Jahren 1952 bis 1956 nach Plänen von Hans Hubacher neu gebaut. Weil das Bad nicht im Originalzustand erhalten ist, wurde es in den 1980er-Jahren nicht unter Denkmalschutz gestellt.
2014 wurde das Strandbad nach Plänen der Architekturbüros Elia Malevez GmbH und Spiro und Gantenbein erneuert, wobei der 1950er-Jahre Stil gesucht wurde. 
Das Strandbad ist Start der alljährlich stattfindenden Seeüberquerung. Bei dieser beliebten Freiwasserschwimmveranstaltung wird die 1450 m lange Strecke zum Strandbad Tiefenbrunnen zurückgelegt.